# Otello (film 1951)
Otello (ang. The Tragedy of Othello: The Moor of Venice) – amerykańsko-włosko-marokański czarno-biały dramat filmowy z 1951 roku w reżyserii Orsona Wellesa. Ekranizacja sztuki Williama Szekspira pod tym samym tytułem, wyróżniona najwyższą nagrodą Grand Prix na 5. MFF w Cannes. Zdjęcia kręcono w Maroku (Agadir, As-Suwajra) i we Włoszech (Wenecja, Rzym, Viterbo).

## Obsada
- Orson Welles – Otello
- Micheál Mac Liammóir – Jago
- Suzanne Cloutier – Desdemona
- Gudrun Ure – Desdemona (głos)
- Robert Coote – Roderigo
- Hilton Edwards – Brabancjo
- Nicholas Bruce – Ludovico
- Robert Rietti – Ludovico (głos)
- Michael Laurence – Kasjo
- Fay Compton – Emilia
- Doris Dowling – Bianca

## Upamiętnienie
W 2002 roku na cześć filmu nazwano nowo odkryty gatunek pająka Orsonwelles othello.